# Misumenops damnosus
Misumenops damnosus är en spindelart som först beskrevs av Eugen von Keyserling 1880.  Misumenops damnosus ingår i släktet Misumenops och familjen krabbspindlar. Inga underarter finns listade i Catalogue of Life.